# Crotone (tỉnh)
Tỉnh Crotone (Tiếng Ý: Provincia di Crotone) là một tỉnh ở vùng Calabria of Ý. Tỉnh được thành lập năm 1996 từ một phần của tỉnh Catanzaro. Tỉnh lỵ là thành phố Crotone.
Tỉnh này có diện tích 1.717 km² và tổng dân số là 172.970 (2005). Có 27 đô thị (danh từ số ít tiếng Ý:comune) ở trong tỉnh này  Lưu trữ ngày 7 tháng 8 năm 2007 tại Wayback Machine, xem các đô thị tỉnh Crotone.

## Các đô thị chính theo dân số (thời điểm31 tháng 5năm2005)
| Đô thị                | Dân số |
| --------------------- | ------ |
| Crotone               | 60.157 |
| Isola di Capo Rizzuto | 14.688 |
| Cirò Marina           | 14.401 |
| Cutro                 | 10.360 |
| Petilia Policastro    | 9.495  |
| Mesoraca              | 6.853  |
| Strongoli             | 6.144  |
| Rocca di Neto         | 5.595  |
| Cotronei              | 5.528  |
| Savelli               | 1.548  |